# أوسكار غارسيا
أوسكار غارسيا (بالإسبانية: Óscar García Junyent) (26 أبريل 1973 ساباديل إسبانيا - ) هو لاعب كرة قدم إسباني يلعب كمهاجم، شارك في الألعاب الأولمبية الصيفية 1996.

## وصلات خارجية
أوسكار غارسيا على موقع الاتحاد الدولي (مؤرشف)  (الإنجليزية)
- أوسكار غارسيا على موقع قاعدة بيانات كرة القدم.إي يو (الإنجليزية)
- أوسكار غارسيا على موقع Soccerbase.com (مدرب) (الإنجليزية)
- أوسكار غارسيا على موقع عالم كرة القدم.نت (الإنجليزية)
- أوسكار غارسيا على موقع أوليمبيديا (الإنجليزية)